# АЭС Сарри
АЭС Сарри (англ. Surry Nuclear Power Plant) — действующая атомная электростанция на востоке США.  
Станция расположена на берегу реки Джеймс в округе Сарри штата Виргиния. 

## Информация об энергоблоках
| Энергоблок | Тип реакторов          | Мощность | Мощность | Начало строительства | Физпуск    | Подключение к сети | Ввод в эксплуатацию | Закрытие |
| Энергоблок | Тип реакторов          | Чистый   | Брутто   | Начало строительства | Физпуск    | Подключение к сети | Ввод в эксплуатацию | Закрытие |
| ---------- | ---------------------- | -------- | -------- | -------------------- | ---------- | ------------------ | ------------------- | -------- |
| Сарри-1    | PWR, W (3-loop) DRYSUB | 838 МВт  | 890 МВт  | 25.06.1968           | 01.07.1972 | 04.07.1972         | 22.12.1972          | —        |
| Сарри-2    | PWR, W (3-loop) DRYSUB | 838 МВт  | 890 МВт  | 25.06.1968           | 07.03.1973 | 10.03.1973         | 01.05.1973          | —        |